# 堀澤かずみ
堀澤 かずみ（ほりさわ かずみ、1990年5月19日 - ）は、日本のファッションモデル、女優。オスカープロモーション所属。

## 略歴
東京都出身。日本人の父親とフィリピン人の母親を持つハーフ。
2005年3月1日発売の『Hana*chu→』4月号に、北乃きい、池田光咲、三浦萌、福永真梨佳、奥谷侑加とともに同誌の新モデルとして登場。当時中学2年生で、高橋 和美名義で活動していた。また、2000年代にはウィル・ドゥに所属していた。

## モデル活動

### 雑誌
- CUTiE（宝島社）
- JUNIE（扶桑社）
- My Birthday（実業之日本社）
- ローティーンの夏服（ブティック社）
- an・an（マガジンハウス）
- CANDy（白泉社）
- Hana*chu→（主婦の友社） - 専属モデル
- ディズニーFAN（講談社）
- ディズニーFANリセ（講談社）
- 小学6年生（小学館）
- KERA（インデックス・コミュニケーションズ）
- KERAマニアックス（インデックス・コミュニケーションズ）
- ゴシック＆ロリータバイブル（インデックス・コミュニケーションズ）

### 広告
- セシール カタログ
- 柏調理師専門学校 パンフレット
- RIO Webカタログ

### 写真作品展
- 二階健「Alice in Spooky land」（2008年） - 作品テーマであるアリスのモデルを務めた。

## 出演

### テレビドラマ
- 水曜ミステリー9・スペシャル企画「黒い骨」（テレビ東京/BSジャパン、2007年） - 江崎智美 役
- ショートDEアニメ魂 大根刑事（TOKYO MX ほか、2007年） - 育子 役
- ライフ〜壮絶なイジメと闘う少女の物語〜（フジテレビ、2007年） - レギュラー・根岸美保 役
- 仮面ライダー電王 第39話（テレビ朝日、2007年） - ニウライツコ 役
- 鹿男あをによし（フジテレビ、2008年） - 1-A生徒 役

### テレビ番組
- クイズ$ミリオネア レギュラー放送最終回「人生の大勝負！突破するのは誰なんだ?!スペシャル」（フジテレビ、2007年）[4]
- イツザイ（テレビ東京） - DHCイメージガールオーディション、WEBドラマ主役＆主題歌オーディション
- アッコにおまかせ!（TBS）

### ネット配信番組
- 丸之内秘書室〜疲れた人への癒しの言葉集〜（goomo、2009年）

### オリジナルビデオ
- ピュアハート（オルスタックピクチャーズ、2007年） - 森川恵美 役

### 映画
- ふぞろいな秘密（2007年） - 石原マリコ（10代） 役
- 劇場版 さらば仮面ライダー電王 ファイナル・カウントダウン（2008年） - ニウライツコ 役
- 誰かが私にキスをした[注釈 1]（2008年製作/2010年公開） - 写真部員 役

### ミュージックビデオ
- 長渕剛「卒業」（2009年）
- ASIAN KUNG-FU GENERATION「迷子犬と雨のビート」（2010年）